# Eugen Tomac
Eugen Tomac (n. 27 iunie 1981, Babele, Ismail, RSS Ucraineană, URSS) este un politician, istoric și jurnalist român. Din 2019 este deputat european în Parlamentul European. A avut două mandate de deputat în Parlamentul României (2012-2019). Este președinte al Partidului Mișcarea Populară din 2022. A mai ocupat funcția în perioada 2015-2020.
Actualmente membru al Consiliului Mondial Român, Eugen Tomac este născut în localitatea Babele (fostă General Al. Averescu) din sudul Basarabiei în fostul județ Ismail la data de 27 iunie 1981. A venit în România la vârsta de 17 ani prin programul de burse oferit de Guvernul României etnicilor români din jurul granițelor. Este redactor al revistei de cultură istorică Magazin istoric, unde a publicat studii despre Basarabia și românii de peste hotare, dar și studii privind istoria Statelor Unite ale Americii. Eugen Tomac este profesor de istorie la Institutul Eudoxiu Hurmuzachi pentru românii de pretutindeni, instituție ce aparține de Ministerul Afacerilor Externe, unde studiază tineri din Albania, Bulgaria, Macedonia, Republica Moldova, Serbia, Turkmenistan, Ucraina.
În perioada 2000–2004 a fost președinte al Ligii Tinerilor Români de Pretutindeni urmând apoi să coordoneze proiecte naționale de tineret prin Centrul pentru Educație Democratică. În perioada 2004-2006 a coordonat programul „News to Know”, proiect implementat cu suportul Departamentului de Stat al SUA în zonele rurale defavorizate din România. A lucrat și în presă ca redactor la Ziua, Confluențe, Radio România Cultural și Televiziunea Română.
În perioada 2005-2008 Eugen Tomac a lucrat în cadrul Administrației Prezidențiale pe probleme legate de românii de pretutindeni. Odată cu învestirea guvernului Emil Boc a fost numit în funcția de secretar de stat pentru românii de pretutindeni la Ministerul Afacerilor Externe. După înființarea Departamentului pentru Românii de Pretutindeni - DRP, ca structură cu personalitate juridică, în cadrul aparatului de lucru al Guvernului, în coordonarea primului-ministru, la data de 29 decembrie 2009, Eugen Tomac a fost numit secretar de stat în guvernele Boc și Ungureanu. După căderea guvernului Ungureanu, Eugen Tomac a demisionat din funcția de secretar de stat la 11 mai 2012. Printre cele mai importante realizări la DRP au fost simplificarea procedurii de redobândire a cetățeniei române pentru cetățenii Republicii Moldova, donația a peste un milion de cărți în limba română pentru bibliotecile și școlile din Republica Moldova, precum și reeditarea a aproape jumătate de milion de manuale de istorie a românilor pentru instituțiile de învățământ de peste Prut. La data de 18 mai 2012, Eugen Tomac a fost numit în funcția de consilier de stat la Departamentul Relații Internaționale și Politici Europene din cadrul Administrației Prezidențiale.

## Studiile
A studiat la Facultatea de Istorie, Universitatea din București (1999-2003), și a susținut licența pe tema „Basarabia, provincie românească la periferia URSS”. De asemenea are un master susținut în cadrul aceleiași facultăți pe tema „Mecanisme de deznaționalizare în URSS” (2003-2004), în prezent fiind doctorand la Universitatea din București.

## Activitatea politică
În octombrie 2008, Partidul Democrat Liberal l-a propus pe Eugen Tomac pentru alegerile parlamentare în Colegiul uninominal 2 pentru diaspora, unde a candidat pentru un fotoliu de deputat reprezentând românii din Europa de Est și Asia, dar nu a primit calitatea de deputat, deși a obținut cele mai multe voturi. De asemenea, a fost consilier personal al Președintelui Băsescu pentru relația cu românii de pretutindeni.Eugen Tomac a candidat la alegerile legislative din 9 decembrie 2012 din partea PDL pe listele ARD pentru un loc de deputat in Colegiul 2 Diaspora pentru Camera Deputaților, care cuprinde și Republica Moldova, obținând 78% din voturile din colegiu. La data de 21 decembrie 2012, Eugen Tomac a fost ales în funcția de președinte al Comisiei pentru comunitățile românești din afara granițelor țării din Camera Deputaților. Comisia este cu statut permanent și are drept obiectiv promovarea intereselor românilor din Republica Moldova, din comunitățile românești din vecinătatea României, din emigrația recentă și din diaspora tradițională românească. În calitate de deputat, Tomac a avut mai multe inițiative pentru sprijinirea drepturilor românilor din Valea Timocului (Serbia), acordarea cetățeniei române etnicilor români din afara granițelor și dezvoltarea relațiilor cu Republica Moldova.  Eugen Tomac, și-a deschis, la data de 18 mai 2013, primul birou parlamentar la Chișinău pentru a consulta românii din Republica Moldova în vederea soluționării problemelor ce țin de competența deputatului colegiului 2 pentru Românii din Străinătate. La data de 19 iulie 2013, deputatul Eugen Tomac a demisionat din PDL declarând că se va alătura Mișcării Populare.

## Lucrări publicate
A coordonat studiul “Focus on Romanians”, raport privind situația românilor de pretutindeni, aspecte privind discriminarea românilor din vecinatatea României și din diaspora. Situația învățământului și mass-media de limba română, din comunitățile românești, sunt principalele capitole abordate în acest prim raport public editat în România după 1989, februarie 2005.
Coordonator al Colecției LEX Românii de lângă noi „Comunități românești -drepturi și norme universale”, ghid juridic ce cuprinde legi universale și europene privind protecția minorităților și combaterea discriminării pe criteriu etnic, decembrie 2004.